# 迷宮 (岸本早未のアルバム)
迷宮（めいきゅう）は、岸本早未の1枚目のアルバム。

## 解説
- デビューから2ヶ月半という早さでのリリースとなった。
- 初回盤にはDVDが付属しておりシングル曲「迷Q!?-迷宮-MAKE★YOU-」「愛する君が傍にいれば」のPVが収録されている。
- 『記憶』は初めてCD化した本人作詞作品であり、それ以外の作詞はAZUKI七が手がけている

## 収録曲
1. 迷Q!?-迷宮-MAKE★YOU-
作詞:AZUKI七　作曲:大野愛果　編曲:尾城九龍
2. カマワナイデ
作詞:AZUKI七　作曲:金子奈未　編曲:尾城九龍
3. 愛する君が傍にいれば
作詞:AZUKI七　作曲:大野愛果　編曲:尾城九龍
4. 同じ世界で
作詞:AZUKI七　作曲:村田浩一・加藤功美　編曲:舛井功
5. SODA POP
作詞:AZUKI七　作曲:金子奈未　編曲:尾城九龍
6. 会いたくて
作詞:AZUKI七　作曲:村田浩一・加藤功美　編曲:Dr.Terachi & Pierrot Le Fou
「愛する君が傍にいれば」のカップリング曲。
7. reigning star
作詞:AZUKI七　作曲・編曲:岡本仁志
8. OPEN YOUR HEART
作詞:AZUKI七　作曲:村田浩一・加藤功美　編曲:小澤正澄
「迷Q!?-迷宮-MAKE★YOU-」のカップリング曲。
9. Yes or No?
作詞:AZUKI七　作曲・編曲:麻井寛史
10. 記憶
作詞:岸本早未　作曲:村田浩一・加藤功美　編曲:小林哲
11. 迷Q!?-迷宮-MAKE★YOU- 〜883 upper's mix〜
REMIX:Mr.Lee